# Haematopota insidiatrix
Haematopota insidiatrix är en tvåvingeart som beskrevs av Austen 1908. Haematopota insidiatrix ingår i släktet Haematopota och familjen bromsar. Inga underarter finns listade i Catalogue of Life.